# Daniel Petrov
Daniel Bozhilov Petrov (en búlgar, Даниел Божинов Петров; Varna, 8 de setembre de 1971) és un boxejador búlgar.
Va participar en dos Jocs Olímpics d'Estiu, en els quals va obtenir dues medalles, una plata a Barcelona 1992 i un or a Atlanta 1996, totes dues en el pes minimosca.
Va guanyar quatre medalles al Campionat Mundial de Boxa Aficionat entre els anys 1991 i 1997, i tres medalles al Campionat Europeu de Boxa Aficionat entre els anys 1991 i 1996.

## Palmarès internacional
| Jocs Olímpics     | Jocs Olímpics          | Jocs Olímpics | Jocs Olímpics |
| Any               | Lloc                   | Medalla       | Categoria     |
| ----------------- | ---------------------- | ------------- | ------------- |
| 1992              | Barcelona (Espanya)    | 2             | 48 kg         |
| 1996              | Atlanta (Estats Units) | 1             | 48 kg         |
| Campionat Mundial |                        |               |               |
| Any               | Lloc                   | Medalla       | Categoria     |
| 1991              | Sydney (Austràlia)     | 3             | 48 kg         |
| 1993              | Tampere (Finlàndia)    | 2             | 48 kg         |
| 1995              | Berlín (Alemanya)      | 1             | 48 kg         |
| 1997              | Budapest (Hongria)     | 3             | 48 kg         |
| Campionat Europeu |                        |               |               |
| Any               | Lloc                   | Medalla       | Categoria     |
| 1991              | Göteborg (Suècia)      | 3             | 51 kg         |
| 1993              | Bursa (Turquia)        | 1             | 48 kg         |
| 1996              | Vejle (Dinamarca)      | 1             | 48 kg         |